# 阿尼奥韦尔德塔霍
阿尼奥韦尔德塔霍，是西班牙卡斯蒂利亚-拉曼恰托莱多省的一个市镇。总面积40平方公里，总人口4692人（2001年），人口密度117人/平方公里。